# Italia's Got Talent (quinta edizione)
La quinta edizione del talent show Italia's Got Talent, composta da 9 puntate, è andata in onda dal 14 settembre al 9 novembre 2013 su Canale 5 con la conduzione di Simone Annicchiarico e Belén Rodríguez, ed è la seconda edizione consecutiva ad essere andata in onda nel 2013 (l'edizione precedente, infatti, si era conclusa a marzo, quasi sei mesi prima). Il 16 e il 23 novembre vanno in onda in due puntate gli speciali Il viaggio di Italia's got Talent. È l'ultima edizione ad essere andata in onda su Mediaset.

## Eliminatorie
Nelle prime puntate i giudici hanno assistito alle esibizioni di tutti i concorrenti, e, dopo ogni esibizione, hanno deciso se il concorrente appena esibitosi abbia meritato o meno di andare avanti con la gara (esprimendosi con un "Si" o con un "No"): se il concorrente in questione incontrerà i consensi di almeno due giudici potrà passare alla fase di gara successiva, in caso contrario sarà eliminato. I giudici hanno avuto la possibilità di fermare le esibizioni premendo un pulsante, e quando tutti e tre i giudici lo premono i concorrenti devono terminare subito la loro esibizione.

### Prima puntata
Nella prima puntata i concorrenti ad aver passato il turno sono stati:
| Nome dei concorrenti               | Tipologia                                                 |
| ---------------------------------- | --------------------------------------------------------- |
| Antonio Cacopardi                  | giocatore di Ruzzle                                       |
| Benjamin Del Basso                 | clown                                                     |
| Daniele Bonato e i Cardinali       | artificieri                                               |
| Francesco Moscuzza                 | giocatore esperto di calciobalilla                        |
| Giabba e Axabras                   | fachiri                                                   |
| Gustavo Soler Ollitta Silva        | giocoliere                                                |
| Hdemy Cru                          | ballerini                                                 |
| La Disturbanda                     | orchestra di comici e musicisti                           |
| Marcello Ciccolessi                | aeromodellista                                            |
| Maria Prosperi                     | cantante lirica                                           |
| Men at Work                        | promoters                                                 |
| Salvatore Chiehio                  | gruista effettuante lavori di precisione con l'escavatore |
| Vanni Oddera e Massimo Bianconcini | motociclisti                                              |
| Xcube 3D                           | illusionisti informatici                                  |

Casi particolari: l'esibizione di Giabba e Axabras è stata divisa in due parti: la prima parte è andata in onda regolarmente in prima serata, ma la parte finale è andata in onda a fine puntata, in quanto considerata molto cruenta e poco adatta al pubblico più suscettibile.

### Seconda Puntata
Nella seconda puntata i concorrenti ad aver passato il turno sono stati:
| Nome dei concorrenti                                | Tipologia                         |
| --------------------------------------------------- | --------------------------------- |
| Agron Vuka                                          | corridore                         |
| Alex Sorgente                                       | skater                            |
| Andrea Cerrato                                      | ballerino e acrobata              |
| Andrea Masotti                                      | ballerino utilizzante le ciglia   |
| Angelo, Davide e Michael Barbieri con il cane Sully | ammaestratori di cane acrobata    |
| Antonino Storniolo                                  | atleta di arti marziali           |
| Arianna Fioriti e Emanuela Pittaresi                | cantanti e percussioniste         |
| Aurélie Brua                                        | acrobata                          |
| Beat Brothers                                       | comici                            |
| Cosmo Ferrucci                                      | strongman                         |
| Elisa Dominici                                      | realizzatrice di fontane danzanti |
| Ewan Colsell                                        | performer                         |
| Fourone                                             | gruppo musicale                   |
| Giancarlo Tartaglia                                 | showman                           |
| Heroes Diving Team                                  | tuffatori                         |
| I.Ma.Gi.A                                           | maghi e clown                     |
| Les Moldaves                                        | giocolieri e comici               |
| Marilù                                              | band                              |
| Pentaclown                                          | trio di clown                     |
| Roberto Littaro e Davide La Rosa                    | duo comico                        |
| Salvatore Leone                                     | uomo dotato di memoria eccellente |
| Social Guitar Project                               | band di 42 chitarristi            |

Ospiti: Alessandra Amoroso (cantando la sua canzone Amore puro).
Casi particolari: Arianna Fioriti e Emanuela Pittaresi sarebbero avversarie, ma si sono esibite insieme, in quanto, per puro caso, hanno proposto la stessa esibizione, traendo entrambe ispirazione dal film Pitch Perfect. Alla fine le due concorrenti hanno poi deciso di proporre un duetto, provato appena prima di esibirsi. I giudici, alla fine, hanno scelto di far rimanere in gara entrambe (nonostante potessero eliminarle entrambe o avere delle preferenze).

### Terza puntata
Nella terza puntata, i concorrenti ad aver passato il turno sono stati:
| Nome dei concorrenti             | Tipologia            |
| -------------------------------- | -------------------- |
| Anjeza Rruci                     | contorsionista       |
| Daniele Acciari                  | giocatore di flipper |
| Emmanuel Simpson                 | rapper               |
| Evolution Dance Theater          | ballerini            |
| Francesco Fezza                  | cantante             |
| Iron Man e i Robotic Experience  | attori e costumisti  |
| Jonathan Tabacchiera             | attore e ballerino   |
| Kai Leclerc                      | illusionista         |
| Mara Martini                     | ballerina            |
| Mirko Tulli e Daniela Vanniccola | ballerini e acrobati |
| Naw                              | comici e vignettisti |
| Paolo Bracciale                  | DJ                   |
| Progildan                        | trio comico          |
| Sos e Victoria Petrosyan         | trasformisti         |
| Samuel Barletti                  | ventriloquo          |
| Vincenzo Amatulli                | comico e imitatore   |
| X-Team                           | cestisti acrobati    |

Casi particolari: in questa puntata ha partecipato anche il cantante Antonio Egidio Longo, noto anche come "Nico Delle Aquile", che aveva già partecipato l'edizione precedente, ma senza successo (imputando la colpa alla sua salute, in quanto in quel momento aveva la faringite). Il concorrente, così ha partecipato anche in quest'edizione, finalmente guarito, ma con lo stesso esito.

### Quarta puntata
I concorrenti che in questa puntata hanno superato l'eliminazione sono stati i seguenti:
| Nome dei concorrenti                | Tipologia                        |
| ----------------------------------- | -------------------------------- |
| Alessandro Bruno Martignoni         | illusionista con le bolle        |
| Andrea Sestrieri                    | illusionista                     |
| Antonio Sisca                       | ballerino                        |
| Bruna Vero                          | monologhista                     |
| Cesare Buffagni                     | comico e fumettista              |
| Dan e i suoi fratelli               | gruppo musicale                  |
| Erika Loi                           | cantante                         |
| Francesco Tedde                     | esperto videogiocatore           |
| Le Tutine                           | trio comico di mimi              |
| Martina Ragone e Milo Calza         | bambini ballerini                |
| Massimo Contati                     | illusionista e comico            |
| Michele Carmosino                   | cantante e traduttore di canzoni |
| Nicolangelo Biscardi                | rumorista                        |
| Pietro Beltrani                     | pianista                         |
| Raffaele Scircoli                   | mentalista                       |
| Stefania Berton e Ondrej Hotarek    | pattinatori sul ghiaccio         |
| Stefano Tisi e Gianluca Agostinelli | comici, cantanti e imitatori     |
| Toe Dantocchi                       | ballerino e contorsionista       |
| Tony Frebourg                       | giocoliere                       |

Casi particolari:
- In questa puntata ha partecipato il cantante Piero Serafino, accompagnato dal suo insegnante di canto. Durante l'intervista iniziale l'insegnante ha detto che il suo assistito soffriva di balbuzie fin dall'età di cinque anni, e inoltre il concorrente, per dimostrare quanta fatica facesse a parlare, comunicava per iscritto. Dopo l'esibizione del suddetto (che sembrava aver incontrato i favori dei giudici) la regia ha trasmesso un filmato in cui si sentiva un intervento del concorrente in un programma radiofonico, in cui invece parlava fluentemente l'italiano. Il concorrente (che deve aver mentito anche al suo accompagnatore, che non sapeva di questo suo intervento radiofonico) per difendersi ha detto di soffrire effettivamente di questo disturbo, ma in casi di grande emozione o spavento, come conseguenza di una violenza subita in passato. I giudici però hanno deciso di eliminarlo, indignati da tutto ciò.
- A fine serata sono state riproposte le esibizioni degli Heroes Diving Team, di Benjamin Del Basso e dei due stuntman Vanni Odera e Massimo Bianconcini.

### Quinta puntata
In questa puntata hanno passato il turno:
| Nome dei concorrenti                 | Tipologia                  |
| ------------------------------------ | -------------------------- |
| Mirko e Maurizio                     | inventori                  |
| Stevie Starr                         | ingoiatore di vari oggetti |
| Manuela Badessi ed Erika Lombardelli | ginnaste                   |
| Zoran Madzhirov                      | suonatore di bottiglie     |
| Zoppis Team                          | stuntman                   |
| Mina Sabrina Morante                 | cantante                   |
| Rudi Macaggi                         | acrobata e comico          |
| Jason Enygma                         | escapologo                 |
| Effetti Collaterali                  | crew                       |
| Duo Guidi                            | acrobati                   |
| Adriano Falibene e Vincenzo Greco    | clown                      |
| Matteo Colucci                       | performer                  |
| Asia Garelli                         | ginnasta                   |
| Smash Quartet                        | gruppo musicale            |
| Mister David                         | giocoliere                 |
| Ivano Gino Nuzzo                     | imitatore                  |
| Francesco Gioia                      | strongman                  |
| Antonio e Domenico Frate             | cantanti lirici            |
| Marco Lorusso                        | record man di flessioni    |

### Sesta puntata
In questa puntata di provini hanno passato il turno:
| Nome dei concorrenti        | Tipologia                  |
| --------------------------- | -------------------------- |
| Aaron Crow                  | illusionista               |
| Alexandr Magala             | acrobata                   |
| Armando La Rocca            | giocatore esperto di yo-yo |
| Bamp Body Music             | musicisti e ballerini      |
| Carmine Esposito            | pittore                    |
| Daniele Carta               | musicista                  |
| Francesco Gotti             | cuoco bendato              |
| Francesco Nicolosi          | violinista                 |
| Giulio Montagna             | chitarrista e cantante     |
| I Musicomici                | comici e musicisti         |
| Juri Mazzotti e Marco Gioni | dj e stuntman              |
| Luca Contoli                | acrobata                   |
| Renato Salvadori            | cantante                   |
| Santo Miraglia              | inventore                  |
| Stefano Brutti              | musicista                  |

Casi particolari: Aaron Crow si è esibito subito per primo presentando un numero in cui Belen Rodriguez e due figuranti del pubblico hanno retto degli oggetti e lui stesso avrebbe dovuto distruggerli da bendato e con l'utilizzo di armi e strumenti di tortura. Il numero però non è stato completato perché la conduttrice si è improvvisamente spaventata ed è scappata via, quindi i giudici gli hanno proposto di ripetere l'esibizione con Simone Annicchiarico al suo posto, ma il concorrente ha posto la condizione di tornare dopo due ore, per riprendere la concentrazione e prepararsi meglio. Dopo due ore infatti il concorrente è tornato, ripetendo il numero con un'altra figurante del pubblico: l'esibizione infine è stata portata a termine e i giudici hanno deciso di promuovere il concorrente con tre Si.

## Semifinali
Una volta finite le audizioni, i giudici hanno selezionato una serie di concorrenti ammessi a partecipare alle semifinali,  suddivisi in 6 gruppi (di 6 concorrenti ciascuno) nelle due semifinali. Nel corso delle due semifinali, per ogni gruppo, il televoto ha stabilito una classifica di gradimento che ha permesso l'accesso alla finale a soli due concorrenti: il primo classificato e la scelta dei giudici tra il secondo e il terzo classificato. Di seguito ci sono scritti i nomi dei 36 concorrenti che sono stati scelti dai giudici per le semifinali:
| Nome Artista                        | Genere                    |
| Alessandro Martignoni               | illusionista con le bolle |
| Alexandr Magala                     | acrobata                  |
| Andrea Sestieri                     | illusionista              |
| Antonino Stoniolo                   | atleta di arti marziali   |
| Antonio Sisca                       | ballerino                 |
| Benjamin Del Basso                  | clown                     |
| Bruna Vero                          | monologhista              |
| Erica Loi                           | cantante                  |
| Ewan Colsell                        | performer                 |
| Francesco Nicolosi                  | violinista                |
| Hdemy Cru                           | ballerini                 |
| Heroes Diving Team                  | tuffatori                 |
| I Musicomici                        | comici e musicisti        |
| Jason Enygma                        | escapologo                |
| Kai Leclerc                         | illusionista              |
| Les Moldaves                        | giocolieri e comici       |
| Luca Contoli                        | acrobata con la bici      |
| Manuela Badessi e Erika Lombardelli | ginnaste                  |
| Marcello Ciccolessi                 | aeromodellista            |
| Marilù                              | band                      |
| Maria Prosperi                      | cantante lirica           |
| Martina Ragone e Milo Calza         | bambini ballerini         |
| Massimo Contati                     | illusionista e comico     |
| Matteo Colucci                      | performer                 |
| Men At Work                         | promoters                 |
| Rudi Macaggi                        | acrobata e comico         |
| Samuel Barletti                     | ventriloquo               |
| Sos e Victoria Petrosyan            | trasformisti              |
| Stefania Berton e Ondrej Hotarek    | pattinatori sul ghiaccio  |
| Stefano Brutti                      | musicista                 |
| The Beat Brothers                   | comici                    |
| Trampo Brothers                     | acrobati                  |
| Vanni Odera e Davide Rossi          | motociclisti acrobatici   |
| Xcube 3D                            | illusionisti informatici  |
| X-Team                              | cestisti acrobati         |
| Zoran Madzhirov                     | suonatore di bottiglie    |

### Prima semifinale
La prima semifinale è andata in onda sabato 26 ottobre 2013 e si sono sfidati i seguenti concorrenti:

#### Gruppo 1
| Posizione | Nome artista                | Tipologia               | Voti ricevuti                 |
| --------- | --------------------------- | ----------------------- | ----------------------------- |
| 1°        | Francesco Nicolosi          | Violinista              | 38%                           |
| 2°        | Martina Ragone e Milo Calza | Bambini ballerini       | 27% (Perdono il ballottaggio) |
| 3°        | Vanni Odera e Davide Rossi  | Motociclisti acrobatici | 22% (Vincono il ballottaggio) |
| 4°        | Marcello Ciccolessi         | Aeromodellista          | 6%                            |
| 5°        | Men At Work                 | Promoters               | 4%                            |
| 6°        | Les Moldaves                | Giocolieri e comici     | 3%                            |

#### Gruppo 2
| Posizione | Nome artista                | Tipologia                 | Voti ricevuti                 |
| --------- | --------------------------- | ------------------------- | ----------------------------- |
| 1°        | Jason Enygma                | Escapologo                | 27%                           |
| 2°        | Alessandro Bruno Martignoni | Illusionista con le bolle | 21% (Vince il ballottaggio)   |
| 3°        | Hdemy Cru                   | Ballerini                 | 17% (Perdono il ballottaggio) |
| 4°        | Antonino Storniolo          | Atleta di arti marziali   | 15%                           |
| 5°        | Maria Prosperi              | Cantante lirica           | 11%                           |
| 6°        | Benjamin Del Basso          | Clown                     | 8%                            |

#### Gruppo 3
- Francesco Gioia è stato ripescato in sostituzione dei Trampo Brothers, che non hanno potuto esibirsi.

| Posizione | Nome artista    | Tipologia    | Voti ricevuti               |
| --------- | --------------- | ------------ | --------------------------- |
| 1°        | Antonio Sisca   | Ballerino    | 37%                         |
| 2°        | Bruna Vero      | Monologhista | 22% (Perde il ballottaggio) |
| 3°        | Alexandr Magala | Acrobata     | 20% (Vince il ballottaggio) |
| 4°        | Marilù          | Band         | 10%                         |
| 5°        | Francesco Gioia | Strongman    | 6%                          |
| 6°        | Ewan Colsell    | Performer    | 5%                          |

### Seconda semifinale
La seconda semifinale è andata in onda sabato 2 novembre 2013 e si sono sfidati i seguenti concorrenti:

#### Gruppo 1
| Posizione | Nome artista    | Tipologia                | Voti ricevuti                  |
| --------- | --------------- | ------------------------ | ------------------------------ |
| 1°        | Samuel Barletti | Ventriloquo              | 37,72%                         |
| 2°        | Erica Loi       | Cantante                 | 24,32% (Perde il ballottaggio) |
| 3°        | Andrea Sestieri | Illusionista             | 16,23% (Vince il ballottaggio) |
| 4°        | XCube 3D        | Illusionisti informatici | 13,07%                         |
| 5°        | X-Team          | Cestisti acrobati        | 8,53%                          |
| 6°        | Rudi Macaggi    | Acrobata e comico        | 5,13%                          |

#### Gruppo 2
- Mara Martini è stata ripescata in sostituzione di Matteo Colucci, che non ha potuto esibirsi.

| Posizione | Nome artista       | Tipologia              | Voti ricevuti                  |
| --------- | ------------------ | ---------------------- | ------------------------------ |
| 1°        | Mara Martini       | Ballerina              | 27,80%                         |
| 2°        | Luca Contoli       | Acrobata con la bici   | 17,68% (Vince il ballottaggio) |
| 3°        | Zoran Madzhirov    | Suonatore di bottiglie | 15,36% (Perde il ballottaggio) |
| 4°        | Heroes Diving Team | Tuffatori              | 14,63%                         |
| 5°        | Kai Leclerc        | Illusionista           | 13,23%                         |
| 6°        | Massimo Contati    | Illusionista e comico  | 11,30%                         |

#### Gruppo 3
| Posizione | Nome artista                        | Tipologia                | Voti ricevuti                    |
| --------- | ----------------------------------- | ------------------------ | -------------------------------- |
| 1°        | Stefania Berton e Ondrey Hotarek    | Pattinatori sul ghiaccio | 25,85%                           |
| 2°        | I Musicomici                        | Musicisti e comici       | 20,90% (Vincono il ballottaggio) |
| 3°        | Manuela Badessi e Erika Lombardelli | Ginnaste                 | 19,72% (Perdono il ballottaggio) |
| 4°        | Sos e Victoria Petrosyan            | Trasformisti             | 12,97%                           |
| 5°        | Stefano Brutti                      | Musicista                | 12,40%                           |
| 6°        | The Beat Brothers                   | Comici                   | 8,16%                            |

## Finale
La finale è andata in onda sabato 9 novembre 2013 e la classifica finale di questa edizione di Italia's Got Talent è stata questa:
| Posizione | Nome Artista                     | Genere                    | Percentuale Voti |
| --------- | -------------------------------- | ------------------------- | ---------------- |
| 1°        | Samuel Barletti                  | Ventriloquo               | 37,13%           |
| 2°        | Francesco Nicolosi               | Violinista                | 11,85%           |
| 3°        | Stefania Berton e Ondrey Hotarek | Pattinatori sul ghiaccio  | 9,19%            |
| 4°        | Luca Contoli                     | Acrobata con la bici      | 8,65%            |
| 5°        | Vanni Odera e Davide Rossi       | Motociclisti acrobatici   | 7,31%            |
| 6°        | Antonio Sisca                    | Ballerino                 | 5,93%            |
| 7°        | Jason Enygma                     | Escapologo                | 5,18%            |
| 8°        | Andrea Sestieri                  | Illusionista              | 3,74%            |
| 9°        | Alexandr Magala                  | Acrobata                  | 3,15%            |
| 10°       | I Musicomici                     | Musicisti e comici        | 2,95%            |
| 11°       | Mara Martini                     | Ballerina                 | 2,48%            |
| 12°       | Alessandro Bruno Martignoni      | Illusionista con le bolle | 2,44%            |

La vittoria di Barletti ha suscitato alcune critiche poiché egli sarebbe stato avvantaggiato dalle sue precedenti esperienze televisive, dal fatto di essere l'unico concorrente in gara della propria categoria e dalla lunghezza della sua esibizione rispetto alle altre.

## Ascolti TV
| 1        | Audizioni                      | 14 settembre 2013 | 5 384 000 | 28,88% |
| 2        | Audizioni                      | 21 settembre 2013 | 5 734 000 | 30,12% |
| 3        | Audizioni                      | 28 settembre 2013 | 5 713 000 | 29,33% |
| 4        | Audizioni                      | 5 ottobre 2013    | 5 823 000 | 26,18% |
| 5        | Audizioni                      | 12 ottobre 2013   | 6 102 000 | 30,05% |
| 6        | Audizioni+Scelta Semifinalisti | 19 ottobre 2013   | 5 870 000 | 27,26% |
| 7        | 1ª Semifinale                  | 26 ottobre 2013   | 5 146 000 | 24,86% |
| 8        | 2ª Semifinale                  | 2 novembre 2013   | 5 170 000 | 23,72% |
| 9        | Finale                         | 9 novembre 2013   | 5 532 000 | 24,92% |
| Media    | Media                          | Media             | 5 608 000 | 27,26% |
| Speciale | Il Viaggio                     | 16 novembre 2013  | 2 942 000 | 14,96% |